# NH Hoteles
NH Hoteles (Navarra Hoteles) è una delle principali catene alberghiere spagnole e la terza in Europa.

## Storia
Fondata da Antonio Catalán, NH possiede 392 alberghi con più di 58 000 stanze in 27 paesi d'Europa, America e Africa e può contare su un personale di 22 000 unità.
La sigla NH proviene da "Navarra Hoteles", dovuto al fatto che il fondatore era originario della Navarra e che proprio a Pamplona, capoluogo della comunità autonoma, creò il suo primo hotel. Da qui il gruppo iniziò la sua espansione durante gli anni ottanta e dal 2000 si trasformò in uno dei principali gruppi alberghieri d'Europa con l'acquisizione dell'olandese Krasnapolsky (luglio 2000), della tedesca Astron Hotels (febbraio 2002) e l'italiana Jolly Hotels (2007). Inoltre ha assorbito anche la messicana Krystal (giugno 2001).
NH Hoteles è quotata alla Borsa di Madrid ed è arrivata ad essere inclusa nell'IBEX-35.
Il gruppo ha firmato un accordo con il cuoco catalano Ferran Adrià nel 2000, attraverso il quale ha promosso il proprio servizio di ristorazione. Lo slogan del gruppo è Cuestión de detalle (questione di dettaglio).
Il 14 settembre 2009 il gruppo si è fuso con la catena Hoteles Hesperia, creando così il maggior gruppo alberghiero urbano spagnolo con 400 strutture ricettive, distribuite in 24 paesi.

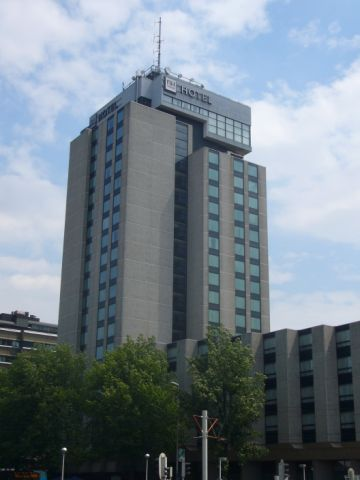
NH Hotel ad Utrecht

## Azionariato
| Azionista                 | Società                                                                         | % di partecipazione |
| ------------------------- | ------------------------------------------------------------------------------- | ------------------- |
| José Antonio Castro Sousa | Grupo Inversor Hesperia, S.A.                                                   | 25,088%             |
| Caja Madrid               | Corporación Financiera Caja de Madrid, S.A. (4,544%)                            | 10,037%             |
| Caja Madrid               | Sociedad de Promoción y Participación Empresarial Caja de Madrid, S.A. (5,499%) | 10,037%             |
| Kutxa                     | Ck Corporación Kutxa-Kutxa Corporazioa, S.L.                                    | 6,142%              |
| Bancaja                   | Bancaja Inversiones, S.A.                                                       | 5,659%              |
| Intesa Sanpaolo           |                                                                                 | 5,652%              |
|                           | Hoteles Participados, S.L.                                                      | 5,128%              |
| Amancio Ortega            | Pontegadea Inversiones, S.L.                                                    | 5,071%              |
| Ibercaja                  | -                                                                               | 5,041%              |
| Caixanova                 |                                                                                 | 2,71%               |